# کشورهای پساشوروی
کشورهای پساشوروی (انگلیسی: Post-Soviet states) همچنین مشهور به اتحاد شوروی سابق (انگلیسی: former Soviet Union (اختصاری FSU)) یا جماهیر شوروی سابق (انگلیسی: former Soviet Republics)؛ ۱۵ کشور مستقل بودند که در دسامبر ۱۹۹۱ از اتحاد جماهیر شوروی سوسیالیستی پس‌از فروپاشی، بیرون آمدند. همچنین روسیه که به عنوان کشور جایگزین اتحاد شوروی شناخته شد. در ۱۱ مارس ۱۹۹۰، لیتوانی نخستین کشوری بود که اعلام استقلال کرد و در پی آن استونی و لتونی در ماه اوت ۱۹۹۱. هر سه کشور بالتیک بازگشت و تداوم کشورهای اصلی که پیش از پیوستن شان به اتحاد شوروی وجود داشتند را اعلام کردند. در پی آن ۱۲ جمهوری باقی‌مانده نیز کناره‌گیری کردند. ۱۲ کشور از ۱۵ کشور (یعنی به استثنای کشورهای دریای بالتیک) در ابتدا کشورهای مستقل همسود یا CIS را تشکیل داده و بیشترشان به سازمان پیمان امنیت جمعی (CSTO) پیوستند، در حالی که کشورهای بالتیک روی عضویت در اتحادیه اروپا و ناتو متمرکز شدند.

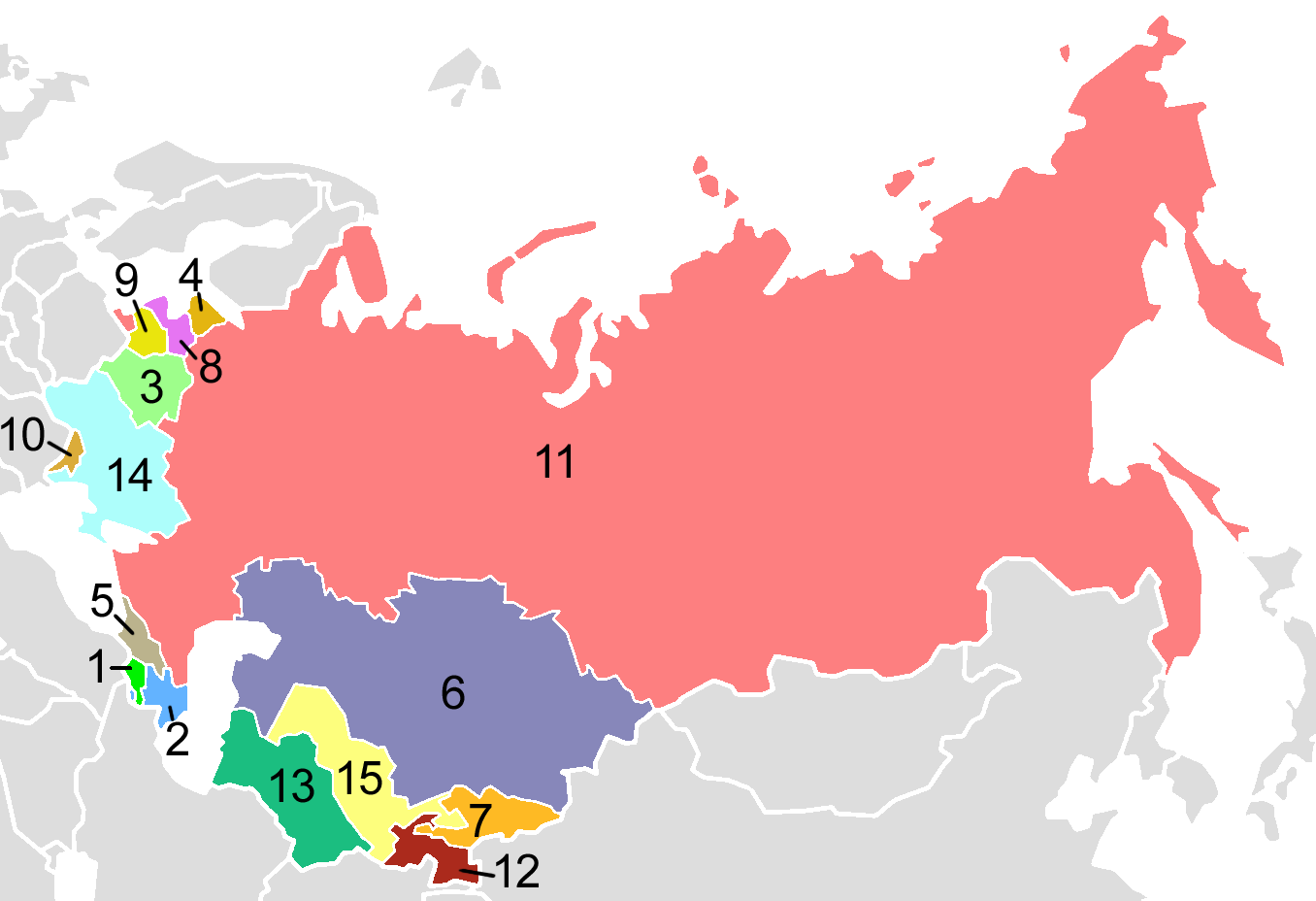
کشورهای پساشوروی به ترتیب الفبای انگلیسی: ۱. ارمنستان ۲. جمهوری آذربایجان ۳. بلاروس ۴.استونی ۵. گرجستان ۶. قزاقستان ۷. قرقیزستان ۸. لتونی ۹. لیتوانی ۱۰. مولداوی ۱۱. روسیه ۱۲. تاجیکستان ۱۳. ترکمنستان ۱۴. اوکراین ۱۵. ازبکستان

## کشورها و گروه‌بندی جغرافیایی

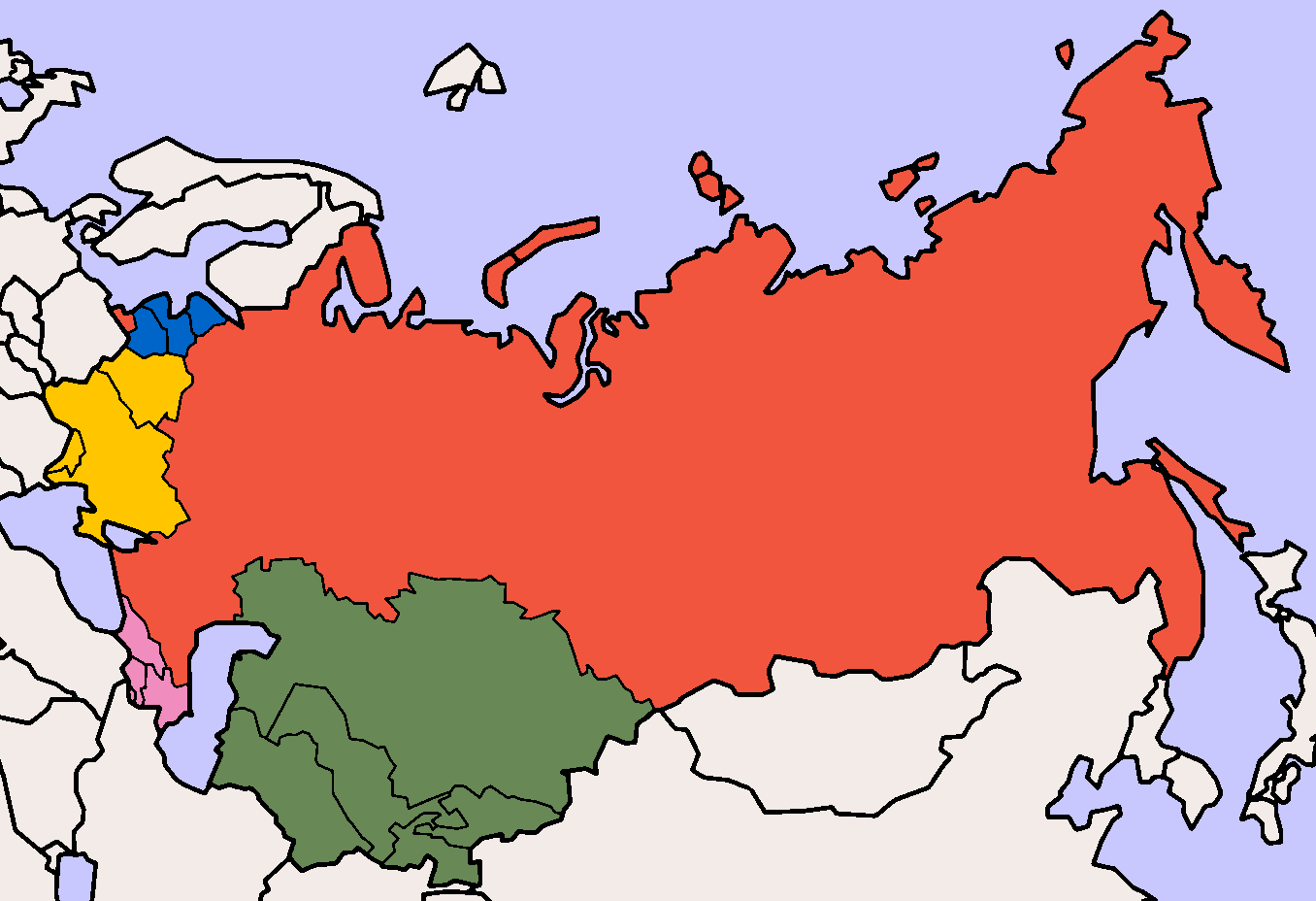
گروه‌بندی معمول کشورهای پساشوروی:
روسیه
آسیای مرکزی
اروپای مرکزی شرقی
کشورهای بالتیک
قفقاز جنوبی

۱۵ کشور پس از شوروی به‌طور کلی به پنج گروه زیر تقسیم شدند که هر گروه ویژگی‌ها و دارایی‌های مشترکی دارند، نه فقط عوامل جغرافیایی و فرهنگی بلکه در تاریخچه و سرگذشتی که در روابط با روسیه داشته‌اند. علاوه بر این‌ها تعدادی کشور در واقع مستقل هستند که اعلام خودمختاری کرده و از ملیت پیشین خودشان جدا شده‌اند اما به صورت بین‌المللی کشورهای به رسمیت شناخته شده‌ای نیستند (مراجعه شود به درگیری‌های جدایی خواهی).
| کشورهای بالتیک - استونی - لتونی - لیتوانی |  | اروپای مرکزی شرقی - بلاروس - مولدووا - اوکراین |  | قفقاز جنوبی - ارمنستان - آذربایجان - گرجستان |  |

| آسیای مرکزی - قزاقستان - قرقیزستان - تاجیکستان - ترکمنستان - ازبکستان |  | روسیه - روسیه |  |

## اقتصاد
فروپاشی اتحاد جماهیر شوروی نتیجه‌ای بود که در برابر زمینه رکود کلی و حتی پس‌روی اقتصادی رخ داد. همان‌طور که گاسپلن (کمیته برنامه‌ریزی شوروی سابق) چرخه تولید را در خطوط تولید سراسر اس‌اس‌آر (جمهوری‌های اتحاد جماهیر شوروی) تنظیم کرده بود از کار افتاد، همراه آن ارتباطات اقتصادی بین-جمهوری‌ای نیز شکستند که حتی به‌سمت رکود اقتصادی جدی‌تری در اقتصادهای پس‌از شوروی می‌رفت.
بیشتر کشورهای شوروی سابق طی ۱۹۹۰ تا ۱۹۹۱ شروع به گذار به اقتصاد بازاری کردند و فعالیت‌هایی را برای بازسازی سیستم‌های اقتصادی خود انجام دادند که هر یک نتایج متفاوتی داشت. با افت ۴۰ درصدی تولید ناخالص داخلی(GDP) بین ۱۹۹۰ و ۱۹۹۵، این فرایند شیب گذار نزولی جدی را آغاز کرد. این شیب نزولی GDP از رکود بزرگ ایالات متحده بین ۱۹۳۰ تا ۱۹۳۴ به میزان ۲۷ درصد شدید تر بود. تنظیم مجدد مالی و دارایی عمومی در ارتباط با اصول اقتصاد بازار به شکل چشم‌گیری مخارج اختصاصی سلامت، تحصیل و دیگر برنامه‌های اجتماعی را کاهش داد که موجب فقر شدید شد. صدمه‌های اقتصادی همراه با خصوصی‌سازی عمده، باعث مرگ و میر حدود ۱ میلیون کارگر سال‌خورده در سراسر بلوک شوروی سابق در دهه ۱۹۹۰ شد.
شیب گذار آغازین نهایتاً با تأثیر افزایشی بازسازی بازار و با تغییر نرخ GDP منفی به رشد مثبت کنترل شد، و پس از ۱۹۹۵، اقتصاد در کشورهای پس از شوروی شروع به بازیابی و احیا کرد. فقط در مولداوی، اوکراین، گرجستان، قزاقستان و تاجیکستان سطح GDP به میزان قابل توجهی پایین‌تر از سطح ۱۹۹۱ بود. احیا در روسیه به صورت حاشیه‌ای بود و GDP در ۲۰۰۶ تا ۲۰۰۷ فقط اندکی بالاتر از سطح ۱۹۹۱ بود. این توانست به عنوان شکست کاپیتالیسم برای بهبود استاندارد زندگی در روسیه برداشت شود، و ترکیب آن با پیامدهای بحران مالی ۱۹۹۸ روسیه باعث رویکرد مجدد ولادیمیر پوتین به سیاست‌های مداخله‌گرایانه شد.
تغییر تولید ناخالص داخلی (GDP) در قیمت‌های ثابت، ۱۹۹۱ تا ۲۰۰۷:
| کشور                | ۱۹۹۱* | ۱۹۹۶ | ۲۰۰۱  | ۲۰۰۶  | ۲۰۱۱  | سال برگشت** |
| ------------------- | ----- | ---- | ----- | ----- | ----- | ----------- |
| کشورهای اروپای شرقی |       |      |       |       |       |             |
| روسیه               | ۱۰۰   | ۶۳٫۱ | ۷۴٫۵  | ۱۰۳٫۳ | ۱۱۸٫۳ | ۱۹۹۷        |
| اوکراین             | ۱۰۰   | ۴۷٫۲ | ۵۱٫۸  | ۷۳٫۷  | ۷۵٫۹  | ۲۰۰۰        |
| بلاروس              | ۱۰۰   | ۶۷٫۹ | ۹۴٫۰  | ۱۴۱٫۵ | ۱۹۲٫۵ | ۱۹۹۶        |
| مولداوی             | ۱۰۰   | ۴۵٫۲ | ۴۵٫۰  | ۶۲٫۵  | ۷۴٫۵  | ۱۹۹۷        |
| کشورهای بالتیک      |       |      |       |       |       |             |
| استونی              | ۱۰۰   | ?    | ?     | ?     | ?     | ?           |
| لتونی               | ۱۰۰   | ۶۷٫۸ | ۹۲٫۹  | ۱۴۳٫۱ | ۱۳۰٫۱ | ۱۹۹۳        |
| لیتوانی             | ۱۰۰   | ۶۴٫۶ | ۸۱٫۵  | ۱۱۹٫۸ | ۱۲۳٫۹ | ۱۹۹۵        |
| آسیای مرکزی         |       |      |       |       |       |             |
| قزاقستان            | ۱۰۰   | ۶۹٫۳ | ۸۸٫۵  | ۱۴۱٫۴ | ۱۸۵٫۷ | ۱۹۹۶        |
| قرقیزستان           | ۱۰۰   | ۵۸٫۹ | ۷۶٫۱  | ۸۹٫۶  | ۱۱۴٫۴ | ۱۹۹۶        |
| تاجیکستان           | ۱۰۰   | ۳۴٫۱ | ۴۵٫۲  | ۵۶٫۰  | ۹۸٫۱  | ۱۹۹۷        |
| ترکمنستان           | ۱۰۰   | ۶۸٫۴ | ۱۰۷٫۷ | ۲۱۵٫۵ | ۳۵۱٫۸ | ۱۹۹۸        |
| ازبکستان            | ۱۰۰   | ۸۲٫۹ | ۱۰۲٫۶ | ۱۳۷٫۵ | ۲۰۸٫۴ | ۱۹۹۶        |
| قفقاز جنوبی         |       |      |       |       |       |             |
| ارمنستان            | ۱۰۰   | ۶۳٫۳ | ۸۴٫۲  | ۱۵۴٫۷ | ۱۷۲٫۵ | ۱۹۹۴        |
| آذربایجان           | ۱۰۰   | ۴۲٫۷ | ۶۵٫۲  | ۱۵۰٫۲ | ۲۴۱٫۱ | ۱۹۹۶        |
| گرجستان             | ۱۰۰   | ۳۹٫۸ | ۴۹٫۸  | ۷۴٫۱  | ۹۳٫۲  | ۱۹۹۵        |

* اقتصاد بیشتر جمهوری‌های شوروی در ۱۹۸۹ تا ۱۹۹۰ شروع به رکود کردند، از این رو شاخص‌های ۱۹۹۱ با حداکثرهای پیش از تغییر جفت نمی‌شوند.
** سالی که رکود GDP به صعود آن تغییر کرد.
فهرست تولید ناخالص داخلی کنونی (رقم‌ها بر اساس دلار ایالات متحده در سال ۲۰۱۳ طبق اطلاعات‌نامه جهان)
|    | کشور      | مقدار اسمیمیلیون | سرانه اسمی | برابری قدرت خرید(PPP)میلیون | سرانه PPP |
| -- | --------- | ---------------- | ---------- | --------------------------- | --------- |
| ۱  | ارمنستان  | ۱۰٬۴۴۰           | ۳٬۴۰۰      | ۲۰٬۶۱۰                      | ۶٬۳۰۰     |
| ۲  | آذربایجان | ۷۶٬۰۱۰           | ۷٬۹۰۰      | ۱۰۰٬۴۰۰                     | ۱۰٬۸۰۰    |
| ۳  | بلاروس    | ۶۹٬۲۴۰           | ۷٬۵۰۰      | ۱۵۰٬۴۰۰                     | ۱۶٬۱۰۰    |
| ۴  | استونی    | ۲۴٬۲۸۰           | ۱۸٬۳۰۰     | ۲۹٬۹۴۰                      | ۲۲٬۴۰۰    |
| ۵  | گرجستان   | ۱۵٬۹۵۰           | ۳٬۲۰۰      | ۲۷٬۳۰۰                      | ۶٬۱۰۰     |
| ۶  | قزاقستان  | ۲۲۴٬۹۰۰          | ۱۲٬۷۰۰     | ۲۴۳٬۶۰۰                     | ۱۴٬۱۰۰    |
| ۷  | قرقیزستان | ۷٬۲۳۴            | ۱٬۳۰۰      | ۱۴٬۳۰۰                      | ۲٬۵۰۰     |
| ۸  | لتونی     | ۳۰٬۳۸۰           | ۱۵٬۴۰۰     | ۳۸٬۸۷۰                      | ۱۹٬۱۰۰    |
| ۹  | لیتوانی   | ۴۶٬۷۱۰           | ۱۵٬۳۰۰     | ۶۷٬۴۳۰                      | ۲۲٬۶۰۰    |
| ۱۰ | مولداوی   | ۷٬۸۸۰            | ۲٬۲۰۰      | ۱۲٬۶۸۰                      | ۳٬۶۰۰     |
| ۱۱ | روسیه     | ۲٬۱۱۳٬۰۰۰        | ۱۴٬۶۰۰     | ۲٬۵۵۳٬۰۰۰                   | ۱۸٬۱۰۰    |
| ۱۲ | تاجیکستان | ۸٬۵۳۷            | ۱٬۰۰۰      | ۱۹٬۰۰۰                      | ۲٬۳۰۰     |
| ۱۳ | ترکمنستان | ۴۰٬۵۶۰           | ۷٬۹۰۰      | ۵۵٬۱۶۰                      | ۹٬۷۰۰     |
| ۱۴ | اوکراین   | ۱۷۵٬۵۰۰          | ۳٬۸۰۰      | ۳۳۷٬۴۰۰                     | ۷٬۴۰۰     |
| ۱۵ | ازبکستان  | ۵۵٬۱۸۰           | ۱٬۹۰۰      | ۱۱۲٬۶۰۰                     | ۳٬۸۰۰     |

## فرایند توسعه‌ای
کشورهای پس‌از شوروی بر‌اساس امتیاز شاخص توسعه انسانی (۲۰۱۳).
توسعه انسانی بسیار بالا:
- استونی: ۰٫۸۴۶
- لیتوانی: ۰٫۸۱۸
- لتونی: ۰٫۸۱۴

توسعه انسانی بالا:
- بلاروس: ۰٫۷۹۳
- روسیه: ۰٫۷۸۸
- قزاقستان: ۰٫۷۵۴
- گرجستان: ۰٫۷۴۵
- اوکراین: ۰٫۷۴۰
- آذربایجان: ۰٫۷۳۴
- ارمنستان: ۰٫۷۲۹

توسعه انسانی متوسط:
- ترکمنستان: ۰٫۶۹۸
- مولدووا: ۰٫۶۶۰
- ازبکستان: ۰٫۶۵۴
- قرقیزستان: ۰٫۶۲۲
- تاجیکستان: ۰٫۶۲۲

## سازمان‌های منطقه‌ای

اعضای CIS
کشورهایی که به اتحادیه اروپا و ناتو پیوستند
دیگر اعضای اتحادیه اروپا و ناتو

تعدادی از سازمان‌های منطقه‌ای و بلوک‌های همکار پس از فروپاشی اتحاد جماهیر شوروی رشد کردند. این تنها سازمان‌هایی است که اساساً (یا کاملاً) متشکل از کشورهای پساشوروی لیست شده در این بخش هستند، سازمان‌هایی که عضویت‌های گسترده‌تر دارند مورد بحث قرار نگرفته‌اند. ۱۵ کشور پساشوروی به مشارکت‌شان با بلوک‌های منطقه‌ای تقسیم می‌شوند:
- بلاروس، روسیه، و اوکراین، کشورهای مستقل هم‌سود(CIS) را در دسامبر ۱۹۹۱ بنا نهادند. این‌طور برداشت شد که این سازمان، جایگزینی برای یواس‌اس‌آر است، و از دسامبر ۱۹۹۳ از ۱۵ جمهوری شوروی سابق ۱۲ جمهوری را دربرگرفت (به استثنای سه کشور بالتیک).[۱۴] این سازمان هم‌اکنون شامل ۹ کشور از ۱۵ کشور جماهیر شوروی سابق است به همراه یک کشور شرکت‌کننده (اوکراین) و ۱ کشور وابسته (ترکمنستان) و گرجستان که در اوت ۲۰۰۸ از CIS بیرون آمد.
- سه کشور بالتیک در پی عضویت در هیچ‌یک از سازمان‌های پس از شوروی نبوده‌اند، و در عوض در پی عضویت در اتحادیه اروپا و ناتو تلاش کردند (فقط سیستم‌های الکتریکی و راه‌آهن آن‌ها با سازمان‌های شوروی سابق متصل است). تنها استثناء بالا عضویت اخیر آن‌ها در مجمع انتخاب دموکراتیک است.
- کشورهای آسیای مرکزی شامل قزاقستان، قرقیزستان، تاجیکستان و ازبکستان (همچون بلاروس) اعضای CIS هستند و در سازمان‌های منطقه‌ای متعدد که روسیه را به عنوان محرک خود دارند می‌باشند. چنین سازمان‌هایی شامل مجمع اقتصادی اوراسیا (که بعداً با اتحاد اقتصادی اوراسیا ترکیب شد که تاجیکستان و ازبکستان عضو آن نیستند)، سازمان پیمان امنیت جمعی، و سازمان همکاری شانگهای هستند. در گروه آخر تنها از زمانی که ازبکستان از گوام بیرون آمد و در پی عضویت در EurAsEc و CSTO رفت متمایز می‌شوند.
- ارمنستان، در کنار عضویتش در CIS، در سازمان پیمان امنیت جمعی و اتحاد اقتصادی اوراسیا (EAEU) نیز شرکت می‌کند.
- اوکراین، مولداوی و آذربایجان در CIS شرکت می‌کنند اما از طرف دیگر بیشتر در سازمان‌های منطقه‌ای‌ای که روسیه آن‌ها را کنترل نمی‌کند همکاری دارند. چنین سازمان‌های گوام و مجمع انتخاب دموکراتیک هستند. گرچه اوکراین یکی از سه کشور بنیان‌گذار CIS است، اما به صورت قانونی عضو نیست زیرا هرگز سند امتیاز ۱۹۹۳ را تأیید نکرد.[۱۴]
- ترکمنستان یک عضو وابسته CIS است (و از عضویت کامل بیرون آمده‌است)[۱۵] و یکی از اعضای سازمان همکاری اقتصادی ست و در پی پیوستن به هیچ‌یک از دیگر سازمان‌های پس از شوروی یا غربی نرفته‌است.
- گرجستان در ۱۸ اوت ۲۰۰۸ تصمیم خود برای ترک سازمان منطقه‌ای را به گروه اجرایی CIS اعلام کرد،[۱۶][۱۷] و طبق سند امتیاز CIS (بخش ۱، پاراگراف ۹) این تصمیم ۱۲ ماه پس از تاریخ اعلام اجرا خواهد شد.[۱۸]

### کشورهای مستقل همسود
CIS شامل یازده جمهوری شوروی سابق است که در وضعیت عضویت شان متفاوت هستند. از دسامبر ۲۰۱۰، ۹ کشور قرارداد CIS را تأیید کردند و اعضای کامل CIS هستند (ارمنستان، آذربایجان، بلاروس، مولداوی، قزاقستان، قرقیزستان، روسیه، تاجیکستان و ازبکستان) و ترکمنستان عضو وابسته، و اوکراین کشور بنیان‌گذار و مشارکت‌کننده اما به صورت قانونی عضو نیست، و گرجستان که در سال ۲۰۰۹ این گروه را ترک کرد. در ۲۰۱۴، اوکراین ریاست CIS را رد کرد و از عضویت در این سازمان بیرون آمد.
در ۱۹۹۴، کشورهای CIS با ساخت یک منطقه تجارت آزاد موافقت کردند، اما توافقات هرگز امضاء نشد. در ۱۹ اکتبر ۲۰۱۱ ارمنستان، بلاروس، قزاقستان، قرقیزستان، مولداوی، روسیه، تاجیکستان و اوکراین یک توافقنامه تجارت آزاد را امضاء کردند. ازبکستان در سال ۲۰۱۳ به منطقه تجارت آزاد پیوست.

### مجمع اقتصادی اوراسیا

اعضای EAEC
اعضای GUAM
دیگر اعضای CIS

EURASEC که پیش‌تر اتحاد گمرکی CIS بود، توسط روسیه، بلاروس، قزاقستان، قرقیزستان و تاجیکستان بنیان‌گذاری شد. اوکراین و مولداوی موضع ناظر را در این مجمع داشتند، گرچه اوکراین اعلام کرد که مایل نیست که کشوری با عضویت کامل باشد. به دلیل مرزهای مشترکی که مولداوی با تمام اعضای این مجمع داشت، عضویت کامل برای مولداوی که از عضویت کامل محروم مانده‌است یک پیش نیاز بود. ازبکستان در اکتبر ۲۰۰۵ زمانی که فرایند پیوستن سازمان همکاری آسیای مرکزی و مجمع اقتصادی اوراسیا شروع شد و در ۲۵ ژانویه ۲۰۰۶ به هم پیوست، برای عضویت اقدام کرد. و سپس عضویت ازبکستان در سال ۲۰۰۸ معلق شد.
در ۱۰ اکتبر ۲۰۱۴ پس از نشست شورای بین‌ایالتی (بین کشورهای منطقه) EAEC، توافقنامه‌ای بر سر پایان (منحل کردن) مجمع اقتصادی اوراسیا در مینسک امضاء شد. مجمع اقتصادی اوراسیا در یکم ژانویه ۲۰۱۵ در راستای اتحاد اقتصادی اوراسیا(EAEU یا EEU) منحل شد.

### اتحادیه گمرکی اوراسیا یا بلاروس، قزاقستان و روسیه (EACU)

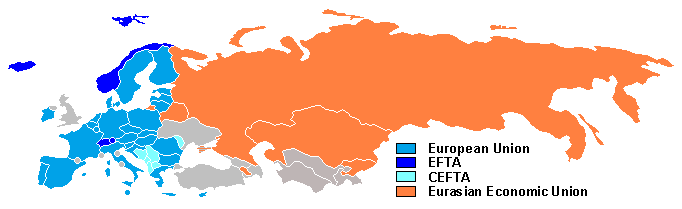
ائتلاف اقتصادی بلوک‌ها در ناحیه اروپایی/پس از شوروی؛ اتحادیه اروپا (EU)، انجمن تجارت آزاد اروپا (EFTA)، توافق تجارت آزاد اروپای مرکزی (CEFTA)، اتحادیه گمرکی اوراسیا (EACU)

روسیه، بلاروس و قزاقستان یک اتحاد گمرکی ایجاد کردند که در ژوئیه ۲۰۱۰ اجرایی شد. اوکراین، قزاقستان و تاجیکستان در آن زمان مایل به پیوستن بودند. روسیه مشتاق بود که ارمنستان، مولداوی و اوکراین به جای اتحادیه اروپا به این اتحادیه بپیوندند، و کشور مولداویایی جدا شدهٔ ترانس‌نیستریا از این موضوع حمایت کرد. در سال ۲۰۱۳، قرقیزستان و ارمنستان طرح‌های عضویت را اعلام کردند اما تقسیم بر سر بحران اوکراین پس از انصراف اوکراین از عضویت در مشارکت شرقی اتحادیه اروپا (EaP) به نفع این اتحادیه، نهایتاً به انقلاب ۲۰۱۴ اوکراین ختم شد. در سال ۲۰۱۴، رای‌دهندگان منطقه خودمختار مولداویایی گاگائوزیا روابط نزدیک با اتحادیه اروپا را به نفع این اتحادیه رد کردند.
در ۱ ژانویه ۲۰۱۲، روسیه، قزاقستان، و بلاروس یک «فضای اقتصادی تک» را تأسیس کردند که تأثیر عملکرد یک بازار تک کالا، خدمات، سرمایه و کارگر و تأسیس صنایع منسجم، ترابری، انرژی و سیاست‌های کشاورزی را تضمین کند. توافقنامه شامل یک طرح برای ائتلاف بعدی و تأسیس کمیسیون اقتصادی اوراسیا(EEC) بود (طراحی شده براساس کمیسیون اروپا). کمیسیون اقتصادی اوراسیا به عنوان آژانس مرتب‌کننده و تنظیم‌کننده اتحاد گمرکی اوراسیا فعالیت می‌کند، یعنی فضای اقتصادی تک و اتحاد اقتصادی اوراسیا.

### اتحادیه اقتصادی اوراسیا (EAEU یا EEU)

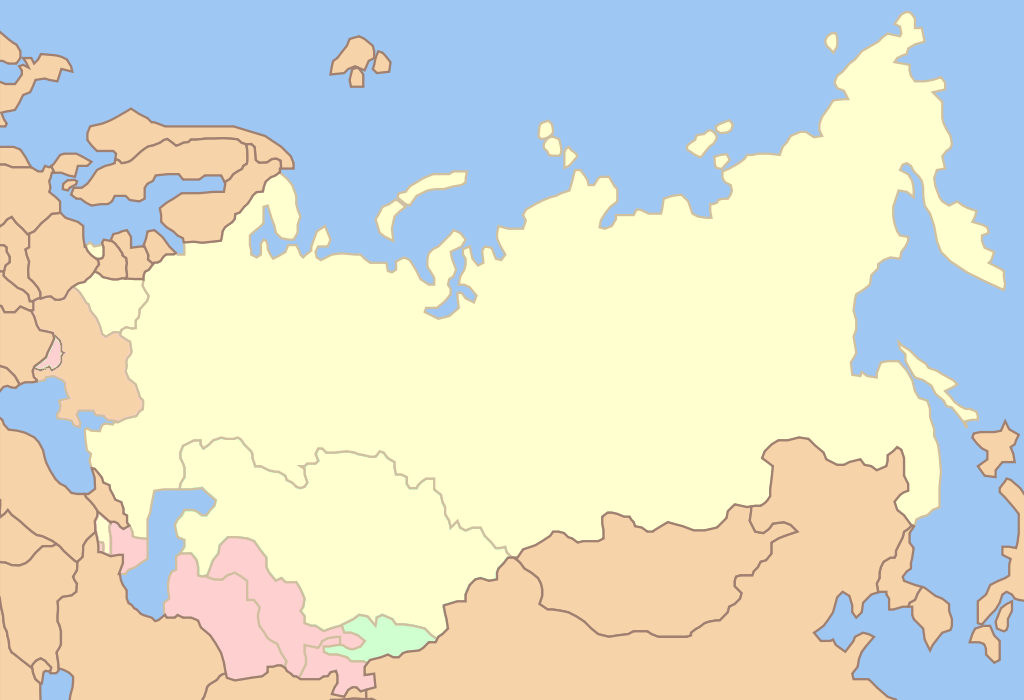
اعضای EEU
اعضای موافق EEU
دیگر اعضای CIS

اتحاد اقتصادی اوراسیا یک اتحاد اقتصادی بین کشورهای شوروی سابق است. این پیمان با هدف تأسیس EEU که در ۲۹ ماه مه ۲۰۱۴ به دست رهبران بلاروس، قزاقستان و روسیه امضاء شد و در یک ژانویه ۲۰۱۵ اجرایی شد است. پیمان‌نامه‌ها برای ورود ارمنستان و قرقیزستان به اتحادیه اقتصادی اوراسیا به ترتیب در ۹ اکتبر و ۲۳ دسامبر ۲۰۱۴ امضاء شدند. قرارداد ورود ارمنستان در ۲ ژانویه ۲۰۱۵ اجرا شد. گرچه قرقیزستان تا ماه مه ۲۰۱۵ طول کشید، ولی آن طور که تأیید شده‌است قرقیزستان از روز تأسیس EEU به عنوان یک کشور موافق مشارکت خواهد داشت.

### سازمان پیمان امنیت جمعی (CSTO)

اعضای CSTO
اعضای GUAM
دیگر اعضای CIS

هفت کشور عضو CIS، یعنی روسیه، بلاروس، قزاقستان، قرقیزستان، تاجیکستان، ازبکستان و ارمنستان، همکاری نظامی خودشان را با تأسیس سازمان پیمان امنیت جمعی(CSTO) تقویت کرده‌اند. این انبساطی از پیمان امنیت جمعی پیشین(CST) است. ازبکستان (در کنار گرجستان و آذربایجان) که در سال ۱۹۹۹ از CST بیرون آمد، به گوام پیوست. در ۲۰۰۵ از گوام بیرون آمد و در ۲۰۰۶ به CSTO پیوست. در ۲۸ ژوئن ۲۰۱۲، ازبکستان عضویتش در CSTO را معلق کرد.

### سازمان پیمان آتلانتیک شمالی (ناتو)

NATO/CSTO

سه کشور شوروی سابق عضو ناتو هستند: استونی، لتونی، و لیتوانی. در گرجستان که هم نظر عمومی و هم دولت حاکم مایل به عضویت در ناتو هستند، از سال ۲۰۰۵ در برنامه مذاکرات تنگاتنگ با ناتو می‌باشند. در اکراین پس از پیروزی انتخابات ۲۰۱۰ ویکتور یانوکویچ و انقلاب نارنجی، دولت به‌طور رسمی اعلام بی‌طرفی کرد و دیگر در پی عضویت در ناتو نیست.

### سازمان توسعه دموکراسی اقتصادی گوام (GUAM)
چهار کشور گرجستان، اوکراین، آذربایجان و مولداوی گروه گوام را تأسیس کردند که به نظر به‌طور کلی تمایل به مخالفت با تسلط روسیه در منطقه دارد. به‌طور ویژه، این چهار ملت در هیچ‌یک از سازمان‌های منطقه‌ای که پس از فروپاشی اتحاد شوروی روی کار آمدند شرکت نکردند (به استثنای CIS).

### اتحادیه روسیه و بلاروس

اعضای اتحادیه
اعضای CIS که مایل به عضویت در این اتحادیه هستند
دیگر اعضای CIS

این اتحاد پیش از آنکه در ۸ دسامبر ۱۹۹۹ محکم شود در اصل در ۲ آوریل ۱۹۹۶ تحت نام روسیه و بلاروس هم‌سود شکل گرفت. این اتحاد توسط رئیس‌جمهور بلاروس پایه‌ریزی شد، الکساندر لوکاشنکو. به صورت تئوری، اتحاد روسیه و بلاروس در کنار معرفی روبل روسیه به عنوان واحد پولی مشترک بیشتر به ائتلاف میل دارد تا حوزه فقط همکاری.

## دیگر سازمان‌های منطقه‌ای

### سازمان همکاری اقتصادی

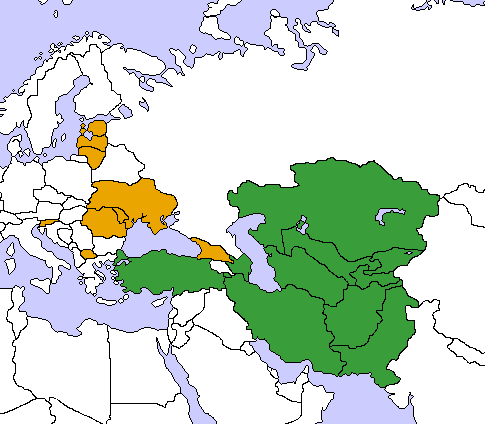
مجمع انتخاب دموکراتیک
سازمان همکاری اقتصادی

این سازمان در اصل در ۱۹۸۵ توسط ایران، ترکیه و پاکستان شکل گرفت اما در ۱۹۹۲ این سازمان رشد کرد و شامل افغانستان و شش کشور عمدتاً مسلمان جماهیر شوروی سابق نیز شد یعنی: آذربایجان، قزاقستان، قرقیزستان، تاجیکستان، ترکمنستان و ازبکستان.

### مجمع انتخاب دموکراتیک یا CDC
این مجمع در دسامبر ۲۰۰۵ در تحریک اساسی اوکراین و گرجستان شکل گرفت و شامل شش کشور شوروی سابق می‌شد (اکراین، گرجستان، مولداوی و سه کشور بالتیک استونی، لتونی و لیتوانی) و سه کشور دیگر از اروپای مرکزی و شرقی(اسلوونی، رومانی و جمهوری مقدونیه). انجمن دریای سیاه(BSF) یک سازمان تقریباً مرتبط است.
درست شبیه گوام، این انجمن ظاهراً به‌طور کلی به مقابله با نفوذ روسیه در منطقه تمایل دارد. این تنها انجمن بین‌المللی متمرکز در فضای پس از شوروی ست که کشورهای بالتیک نیز در آن مشارکت می‌کنند. بعلاوه، سه عضو دیگر عضو گوام نیز هستند.

### سازمان همکاری شانگهای (SCO)
این سازمان متشکل از چین و پنج کشور پس از شوروی است، روسیه، قزاقستان، قرقیزستان، تاجیکستان و ازبکستان. این سازمان در سال ۲۰۰۱ تأسیس شد گرچه سازمان پیش از آن، گروه‌بندی پنج شانگهای از ۱۹۹۶ وجود داشت. این سازمان دربارهٔ مسائل امنیتی فعالیت می‌کند.ایران در سال ۲۰۲۱ بعنوان عضو اصلی سازمان همکاری شانگهای پذیرفته شد.

### برای همکاری اقتصادی
- توافقنامه تجارت آزاد اروپای مرکزی (CEFTA) با مولداوی (و شامل کشورهای غیر پساشوروی در یوگسلاوی سابق و پیش تر همچنین شامل دیگر کشورهای اروپای شرقی که CEFTA را زمانی ترک کردند که به اتحادیه اروپا می‌پیوستند) CEFTA در اروپای مرکزی نقشی شبیه آنچه EFTA در اروپای غربی برای کشورهای غیر عضو اتحادیه اروپا بازی می‌کند را دارد. این پیمان یک سازمان اقتصادی با همکاری مستحکم اتحادیه اروپاست برای کشورهایی که نمی‌خواهند در EurAsEC(مجمع اقتصادی اوراسیا) که در روسیه متمرکز شده شرکت کنند اما در پی روابط و پیمان با غرب هستند. حتی اگر مولداوی تنها کشور CEFTA باشد که هنوز در CIS تضعیف شده حضور دارد، باز هم برای بیشتر سیاست‌های امنیت عمومی بیش از این در CSTO شرکت نمی‌کند (اما به دلیل عدم سازگاری با قواعد ثبات WEU(اتحادیه اروپای غربی) و مشکلات حل نشده ترانس‌نیستریا نمی‌تواند به اتحادیه اروپا بپیوندد) اما هنوز می‌تواند از ناحیه تجارت آزاد به ویژه با رومانی و بلغارستان (در اتحادیه اروپا) بهره برد.
- سازمان همکاری اقتصادی دریای سیاه (BSEC) با روسیه، گرجستان، اوکراین، آذربایجان، مولداوی، ترکیه، آلبانی، یونان، رومانی، بلغارستان، صربستان و ارمنستان (سازمان اقتصادی تقریباً مرتبط با SCO اما به صورت منطقه‌ای بیشتر متمرکز برای شامل شدن ارمنستان و البته توسعه هماهنگ دموکراسی برای رشد بازرگانی در جنوب شرقی اروپا که شامل برخی از اعضای اتحادیه اروپا نیز می‌شود، بنابراین نمی‌تواند یک اتحاد از نوع تجارت آزاد منطقه‌ای باشد)
- اتحادیه اروپا (EU) با سه کشور بالتیک که اولین کشورهایی بودند که از USSR(اتحاد جماهیر شوروی) جدا شده و اعلام استقلال کردند و پس از جمع شدن USSR هرگز به CIS نپیوستند (که همچنین شامل برخی از کشورهای پس-از-کمونیست اروپای مرکزی نیز می‌شود که CEFTA را زمانی ترک کردند که به اتحادیه اروپا می‌پیوستند: لهستان، جمهوری چک، اسلواکی، مجارستان، رومانی، بلغارستان و اسلوونی).

### برای اتحادهای امنیتی و ائتلاف سیاسی
- قرارداد ثبات اروپای جنوب شرقی (SPforSEE) با مولداوی (مشابه ساختار CEFTA، اما به جای اقتصاد روی امنیت متمرکز است برای کشورهایی که عضو ناتو نیستند) این سازمان به شکل به‌طور کلی با ناتو همکاری می‌کند و با گروه ناظران اتحادیه اروپای غربی(WEU) مرتبط است.
- سازمان پیمان آتلانتیک شمالی (ناتو) برای کشورهای بالتیک، لهستان و کشورهای اروپای مرکزی که به اتحادیه اروپا پیوسته‌اند. عضویت اتحادیه اروپا شامل اعضای WEU نیز می‌شود زیرا آن‌ها از سیاست‌های سیاست امنیتی و خارجی مشترک(CFSP) و سیاست دفاع و امنیت مشترک اروپا(CSDP) که هم‌اکنون بین اتحادیه اروپا، WEU و همه اعضای ناتو مشترک است پیروی می‌کنند.
- دیگر کشورهای باقی‌مانده آن‌هایی هستند که قسمتی از یوگسلاوی سابق هستند، اما درگیری اخیر آن‌ها و تنش‌های سیاسی به آن‌ها هنوز اجازه همکاری مؤثر را برای ائتلاف سیاسی و امنیت متقابل نمی‌دهد. به علاوه، آن‌ها هنوز قدرت دولتی محلی کامل را در این دامنه ندارند (برخی از آن‌ها همان‌طور که توسط سازمان ملل متحد تصویب شده هنوز تحت سرپرستی اتحادیه اروپا یا ناتو هستند). آن‌ها هنوز نیاز به دست یافتن به یک ثبات داخلی دارند و می‌توانند با کمک دیگر سازمان‌های متمرکز روی حوزه همکاری و توسعه اقتصادی یا سیاسی همکاری اقتصادی داشته باشند. گرچه همکاری محدودتر برای امنیت در عضویت آن‌ها در سازمان بزرگتر امنیت و همکاری اروپا (OSCE).
- تنها استثناء بلاروس است (کشوری که گذر دموکراتیک پس از شوروی در آن رخ نداد) که هنوز ائتلاف سیاسی، و همه اتحادهای امنیتی با NATO, OSCE, WEU یا دیگر کشورها در اروپا به غیر از روسیه را رد می‌کند (که فرایند ائتلاف مجدد با بلاروس تقریباً در همه زمینه‌ها را به شدت محدود کرده‌است).

### در دیگر زمینه‌ها
- فرایند همکاری جنوب شرقی اروپا (SEECP) با مولداوی (شبیه SPforSEE اما به جای امنیت روی ائتلاف سیاسی متمرکز است و شبیه CEFTA اما روی اقتصاد متمرکز نیست)
- طرح ابتکاری همکاری اروپای جنوب شرقی (SECI) با مولداوی (تقریباً با SEECP مرتبط با وابسته است)
- طرح ابتکاری اروپای مرکزی (CEI) با مولداوی، اوکراین و بلاروس (وهمچنین کشورهای اروپای مرکزی و اروپای جنوب غربی در اتحادیه اروپا) این طرح به کشورهای اروپای شرقی کمک می‌کند تا به استانداردهای اتحادیه اروپا دست یابند و به صورت سیاسی همکاری داشته باشند و یک توسعه اقتصادی بهتر و یک سیستم قانونی قوی، کارآمد اما دموکراتیک تر را دریابند. این تنها سازمان منطقه ایست که بلاروس نیز هنوز عضو آن است (اما از آنجایی که بلاروس تنها کشوری از بلوک کمونیست سابق است که بین همکاری قوی با روسیه و در مقابلش ائتلاف با اتحادیه اروپا و ناتو موازنه و بالانس دارد، همکاری سیاسی با بلاروس تقریباً متوقف شده‌است اگر چه بلاروس به منزوی بودن ادامه می‌دهد و خیلی در گروه SCO به رهبری روسیه و چین همکاری نمی‌کند)
- انجمن مشارکت و گفتگوی دریای سیاه (BSF) با گرجستان، اوکراین، آذربایجان، مولداوی و ارمنستان (همچنین کشورهای غیر پساشوروی که عضو ناتو هستند و تمایل به حفظ ثبات سیاسی و دوری از درگیری‌های منطقه دارند: رومانی، بلغارستان و ترکیه که دو مورد اول که هم‌اکنون اعضای اتحادیه اروپا و CEI هستند از قواعد اتحادیه اروپا برای توسعه سیاسی شان استفاده می‌کنند) اگر چه این سازمان روی کمک کردن به کشورها برای پیوستن به اتحادیه اروپا متمرکز نیست، اما در دستیابی به استانداردهای مشترک و مدیریت کالا(good governance) و ثبات و دموکراسی داخلی شبیه CEI است.
- هیچ‌یک از این سازمان‌ها با سیاست لازم برای دسترسی به عضویت اتحادیه اروپا در زمینه همکاری و توسعه سیاسی ناسازگاری ندارند.
- یکی شدن (الحاق) CEI و BSF خواسته کشورهای اروپای مرکزی ست، که عضو هر دو هستند (اغلب در کنار اتحادیه اروپا با اهداف بلندتر) که باعث ساده‌تر شدن فرایند توسعه خواهد شد، و همچنین اعضای شورای اروپا که در همه فعالیت‌های اروپایی در توسعه و همکاری سیاسی بین سازمان‌های منطقه‌ای مختلف هم‌پیمان هستند (اما در قدم‌های بسیار آهسته).
- کشورهای شناخته نشده همسود (مجمع دموکراسی و حقوق کشورها)
- مجمع دموکراسی و حقوق بشر (مجمع دموکراسی و حقوق کشورها)

## مسائل سیاسی
دربارهٔ وضعیت آزادی سیاسی در جماهیر شوروی سابق، گزارش سال ۲۰۱۵ خانه آزادی موارد زیر را فهرست کرد:
- استونی، لتونی، لیتوانی به عنوان کشورهای «آزاد»
- ارمنستان، گرجستان، قرقیزستان، مولداوی و اوکراین به عنوان «نسبتاً آزاد»
- آذربایجان، بلاروس، قزاقستان، روسیه، تاجیکستان، ترکمنستان و ازبکستان به عنوان «غیر آزاد»، و ترکمنستان و ازبکستان با عنوان «بدترین بدترین‌ها»

به شکل مشابه، شاخص آزادی مطبوعات جهانی نشر شده توسط گزارشگران بدون مرز در سال ۲۰۱۵، موارد زیر را برای آزادی مطبوعات فهرست کرد:
- وضعیت خوب در استونی
- وضعیت رضایت بخش در لتونی و لیتوانی
- مشکلات قابل توجه در ارمنستان، گرجستان، قرقیزستان و مولداوی
- وضعیت سخت در بلاروس، قزاقستان، روسیه، تاجیکستان و اوکراین
- و وضعیت بسیار جدی در آذربایجان، ترکمنستان و ازبکستان

همچنین متذکر شده‌است که کشورهای پساشوروی متعدد فرماندهی و رهبر خود را از زمان استقلال شان تغییر نداده‌اند، همچون نورسلطان نظربایف در قزاقستان و اسلام کریموف در ازبکستان. همه این‌ها در اصل دوره‌های محدودتری داشتند اما از طریق حکم یا رفراندوم دوره برر سر قدرت بودن خودشان را طولانی کردند (همین‌طور رئیس‌جمهورها الکساندر لوکاشنکو بلاروس، امامعلی رحمان تاجیکستان و دیمیتری مدودف روسیه). همچنین عسکر آکایو در قرقیزستان از زمان استقلال آن کشور رئیس‌جمهور بود تا اینکه در نتیجه انقلاب تولیپ ۲۰۰۵ قرقیزستان مجبور به استعفاء شد. صفرمراد نیازف در ترکمنستان از زمان استقلال آن کشور تا زمان مرگ او در سال ۲۰۰۶ فرمان‌روایی کرد و یک کیش شخصیت برای خودش ساخت.
مسئله پادشاهی سلسله‌ای موروثی عنصر دیگری تأثیرگذار بر برخی از کشورهای پساشوروی شده‌است. حیدر علی‌اف، پس از ساخت یک کیش شخصیتی گسترده و درازمدت مخصوص خودش ریاست جمهوری آذربایجان را به پسرش محول کرد، یعنی الهام علی‌اف. نظریه‌ها دربارهٔ فرزندان رهبران دیگر در آسیای مرکزی برای حاکمیت موروثی به شکل روشن و آشکارا در جریان است. مشارکت پسر و دختر آکایو در انتخابات ۲۰۰۵ مجلس قرقیزستان نگرانی‌ها دربارهٔ حاکمیت موروثی به کار رفته در قرقیزستان را بسیار افزایش داد، و ممکن است باعث جوی ضد آکایو شود که به براندازی او بینجامد.

### درگیری‌های جدایی خواهی
مشکلات اقتصادی، سیاسی، ملی، نظامی و اجتماعی عوامل جدایی خواهی در فضای شوروی سابق بوده‌اند. در بسیار از موارد، مشکلات به دلیل فاکتورهایی همچون تقسیم‌بندی‌های نژادی موجود پیش از شوروی بودند که در سقوط اتحاد شکوفا شدند. قلمروها و درگیری‌های نظامی ناشی از آن تا کنون به شرح زیر است:

#### کشورهای اعلام شده کنونی
- آبخاز که در واقع از گرجستان مستقل شده‌است. تنش‌های این منطقه وقتی بروز کرد که گرجستان در ۱۹۹۲ ارتش را برای کنترل گروهای جدایی خواه به آنجا فرستاد. ارتش و بیشتر جامعه گرجی و مگرلی زبان در سال ۱۹۹۳ بیرون رانده شد و منطقه در سال ۱۹۹۹ اعلام استقلال کرد. جنگ سال ۲۰۰۸ بین نیروهای گرجستان و جدایی خواهان و نیروهای روسیه در نتیجه به رسمیت شناختن استقلال آبخازیا توسط روسیه منجر شد.[۴۵]
- جمهوری آرتساخ که در واقع از آذربایجان مستقل شده‌است. درگیری نژادی بین ارمنیان و آذربایجانیان در سال ۱۹۸۸ شروع شد، و به جنگی تبدیل شد که تا یک آتش‌بس در ۱۹۹۴ ادامه پیدا کرد. تلاش‌های پراکنده برای یک صلح نهایی و تنش‌های مجدد هنوز ادامه دارد.[۴۶]
- کنفدراسیون نووروسیه یک کنفدراسیون از دو کشور به رسمیت شناخته نشده‌است که در سال ۲۰۱۴ از اوکراین اعلام استقلال کرد شامل:
  -  جمهوری خلق دونتسک
  -  جمهوری خلق لوهانسک
- اوستیای جنوبی که در واقع از گرجستان مستقل شده‌است. این منطقه در سال ۱۹۹۰ اعلام کرد که قصد استقلال دارد، که به درگیری ای انجامید که در سال ۱۹۹۲ با آتش‌بس پایان یافت. جدایی خواهی بعد از انتخابات ریاست جمهوری ۲۰۰۴ میخیل ساآکاشویلی در گرجستان شدت گرفت و یک رفراندوم در سال ۲۰۰۶ طرفدار اعلام استقلال بود. جنگ ۲۰۰۸ بین نیروهای گرجستان، جدایی خواهان و نیروهای روسی به به رسمیت شناختن استقلال اوستیای جنوبی توسط روسیه ختم شد.[۴۷]
- ترانس‌نیستریا که در واقع از مولداوی مستقل شده‌است. این منطقه به دلیل جمعیت بیشتر روسی زبانش که از اتحاد با رومانی نگران بودند استقلال خود را در سال ۱۹۹۰ اعلام کرد. آتش‌بس بین نیروهای ترانسنیستریا و مولداوی با فشار ناشی از حضور نیروهای روسی در این منطقه از ۱۹۹۲ برقرار شد.[۴۸]

#### کشورهای اعلام شده پیشین
- گاگائوزیا که در ۱۲ نوامبر ۱۹۸۹ در مولداوی خودش را با عنوان «جمهوری سوسیالیستی خودمختار گاگائوز شوروی» یا به صورت دقیق تر «جمهوری سوسیالیستی شوروی خودمختار گاگائوزی» اعلام کرد و در ۱۹ اوت ۱۹۹۰ «جمهوری سوسیالیستی شوروی گاگائوزی» از مولداوی مستقل شده اما همچنان درون اتحاد شوروی بود و در ۲۳ دسامبر ۱۹۹۴ به عنوان یک منطقه خودمختار مجدد با مولداوی یکپارچه شد.[۴۹][۵۰][۵۱]
- جمهوری چچن ایچکریا جایی که جوهر دودایف استقلال از روسیه را در ۱۹۹۱ اعلام کرد، و موضوع به جنگ سخت بین نیروهای جدایی خواه محلی و ارتش روسیه کشید. روسیه ابتدا در تهاجم ۱۹۹۴ به آنجا حمله کرد و پس از توافق ۱۹۹۶ که امتیاز خودمختاری بیشتری را به چچن می‌داد از آنجا عقب کشید. در سال‌های پس از آن تنش‌ها ادامه داشت و درگیری به مناطق همجوار همچون داغستان، اینگوشتیا و اوستیای شمالی-آلانیا کشیده شد. روسیه مدعی ست که وضعیت در چچن عادی شده.[۵۲]اسکای نیوز
- جمهوری کریمه یا  جمهوری خودمختار کریمه. شبه جزیره کامل کریمه از اواخر فوریه ۲۰۱۴ از کنترل دولت اوکراین خارج شده‌است یعنی زمانی که نیروهای ویژه روسی و شبه نظامیان طرفدار روسیه منطقه را اشغال کردند.[۵۳][۵۴][۵۵][۵۶] در مارس ۲۰۱۴، یک همه‌پرسی عمومی برای الحاق کریمه به فدراسیون روسیه در کریمه و سواستوپول صورت گرفت هرچند اوکراین و بیشتر جامعه بین‌الملل این رای‌گیری را رد کردند و به رسمیت نشناختند.[۵۷]

### جنگ‌های داخلی
جنگ‌های داخلی ای که به حرکت‌های جدایی خواهانه مرتبط نبودند نیز دو بار در منطقه رخ داده‌است:
- جنگ داخلی گرجستان بین نیروهای زوییاد گامساخوردیا و ادوارد شواردنادزه. این جنگ پس از مداخله نیروهای روسیه به حمایت از دولت شواردنادزه پایان یافت که در این جریان، با پیوستن به کشورهای مستقل همسود موافقت شد.
- جنگ داخلی تاجیکستان که از ۱۹۹۲ تا ۱۹۹۷ به درازا کشید.

### انقلاب‌های رنگین
از سال ۲۰۰۳ در برخی از کشورهای پساشوروی، پس از برخی انتخابات‌ بحث‌برانگیز، تعدادی انقلاب‌های رنگین (عمدتاً صلح آمیز) رخ داده‌است، همراه با اعتراضات مردمی ای که جبهه مخالف پیشین را به قدرت می‌رساند.
- انقلاب گل رز نوامبر ۲۰۰۳ در گرجستان برای برکناری ادوارد شواردنادزه.
- انقلاب نارنجی از ۲۰۰۴ تا ۲۰۰۵ در اوکراین که ویکتور یوشچنکو را به قدرت رساند.
- انقلاب گل لاله (۲۰۰۵) که موجب استعفای عسکر آقایف شد و انقلاب ۲۰۱۰ هر دو در قرقیزستان.

### جامعه روسی در کشورهای پس از شوروی
جامعه روسی‌زبان قابل توجهی در بیشتر کشورهای پساشوروی هست که موقعیت سیاسی شان به عنوان اقلیت نژادی از کشور تا کشور متفاوت است. در حالی که بلاروس، قزاقستان و قرقیزستان بعلاوه روسیه، زبان روسی را به عنوان زبان رسمی حفظ کرده‌اند، اما این زبان در دیگر کشورها موقعیت خود را پس از فروپاشی شوروی از دست داده‌است. در همه کشورهای عضو CIS این زبان موقعیت نیمه رسمی دارد زیرا زبان رسمی کار در این سازمان است اما در کشورهای بالتیک به هیچ عنوان زبان رسمی شناخته نشده‌است. گرجستان، از زمان استقلالش از CIS در سال ۲۰۰۹، دولت به صورت انحصاری به زبان گرجی اداره می‌کند.

### دین و مذهب
در حالی که سیستم شوروی محدودیت‌های سختی برای زندگی مذهبی قرار داد، سنت‌ها خود را همچنان حفظ کردند. بعد از فروپاشی، حرکت‌های اسلامی در کنار حرکت‌های سکولار و نژادی نمایان گشتند. ویتالی ناومکین اینگونه ارزیابی کرد که: «در طول زمان تغییر، اسلام به عنوان سمبل یگانگی خدمت کرد، نیرویی برای تحرک و بسیج، و فشاری برای دموکراسی. این یکی از اندک مصیبت‌های اجتماعی ست که کلیسا خود را در آن حفظ کرد و عامل آن نبود. اما (حتی) اگر از لحاظ سیاسی موفق باشد، با چالش‌های اقتصادی فراتر از درکش مواجه خواهد شد.»
کشورهای آسیای مرکزی (قزاقستان، قرقیزستان، تاجیکستان، ترکمنستان و ازبکستان)، در کنار آذربایجان به استثنای مهاجرنشینان روسی و دیگر اقلیت‌های اروپایی شان، مسلمان هستند. کشورهای بالتیک به صورت تاریخی مسیحی غربی هستند (کاتولیک رومی و پروتستان) که لایه دیگری از جهت‌گیری غربی را به آن کشورهای می‌افزاید، گرچه بیشتر چیزی که جامعه پروتستان را تشکیل می‌داد الان بی‌دین است. مذهب غالب در کشورهای بازمانده از شوروی سابق (ارمنستان، بلاروس، گرجستان، مولداوی، روسیه و اوکراین) مسیحی ارتدکس است. در بیشتر کشورها، مذهب گرایی پس از جمع شدن شوروی افزایش یافته‌است.

## نوستالژی پساشوروی

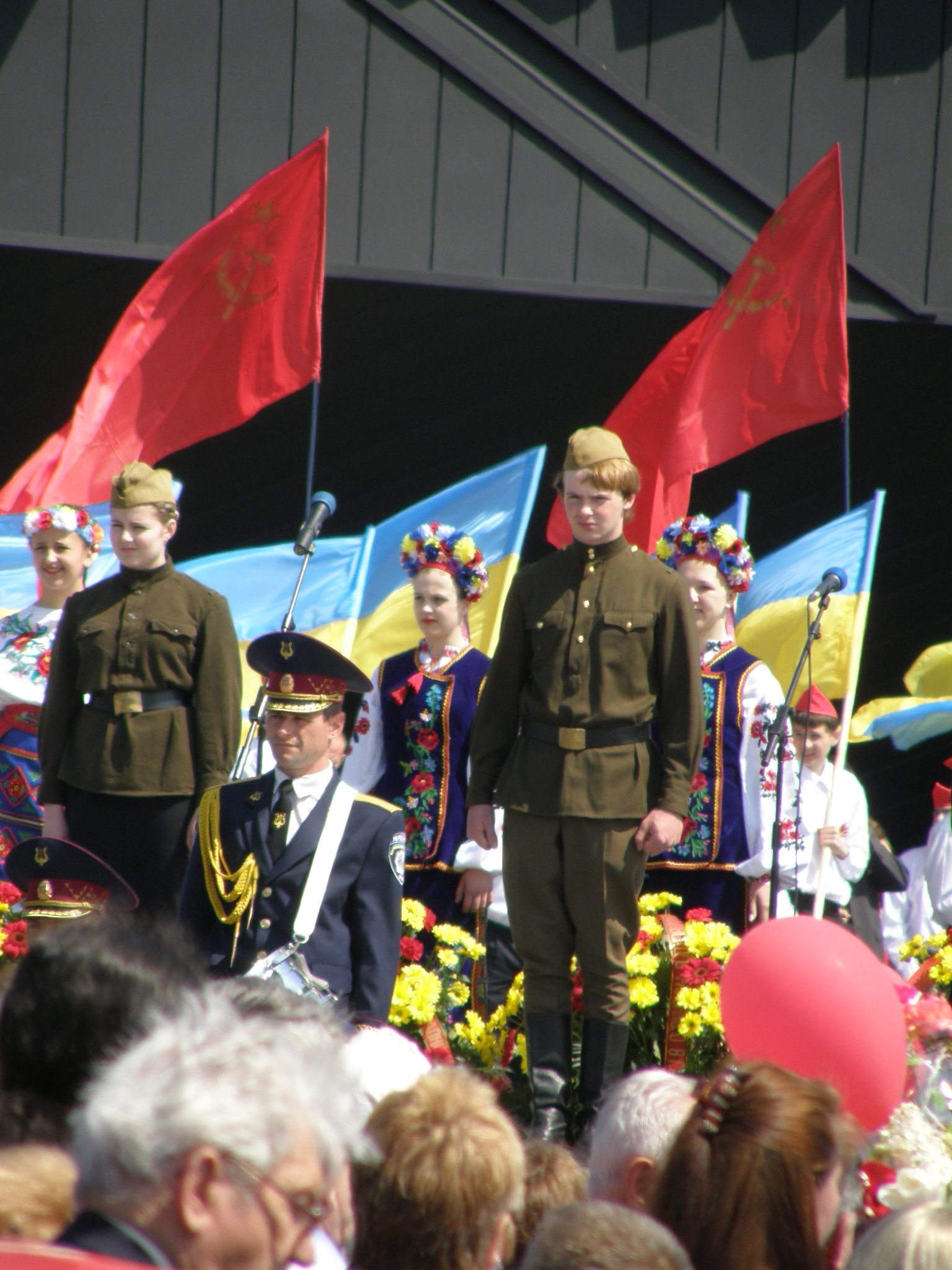
روز پیروزی در دونتسک اوکراین، ۹ ماه مه ۲۰۱۰

حتی از زمان جمع شدن شوروی تعداد خاصی از مردم برای دوره شوروی و ارزش‌های آن ابراز اشتیاق می‌کنند. سطح نوستالژی در سراسر جماهیر سابق متفاوت است. برای مثال، گروه خاصی ممکن است تجربه شوروی و پس از آن را در زندگی شان ترکیب کنند.
طبق رای‌گیری ژوئیه ۲۰۱۲ در اوکراین توسط گروه جامعه‌شناسی ریتینگ(RATING) اوکراین، ۴۲ درصد از شرکت کنندگان از ساختار ایالتی متحد اوکراین، روسیه و بلاروس حمایت کردند، پیش از ۲۰۱۲ این میزان ۴۸ درصد بود.

## نکات
1. ↑  Economy of Russia، ویکی‌پدیای انگلیسی
2. ↑  Real versus nominal value (economics)